# Mayra Magiels
Mayra Magiels is een personage uit de Belgische soap Thuis. Mayra werd gespeeld door Muriel Bats van 2011 tot 2018, waarna ze op 14 januari 2019 terugkeerde om weer te vertrekken op 28 januari.

## Biografie

### Familie en liefdesleven
Mayra is de dochter van David Magiels en de inmiddels overleden Isaura. Ze heeft ook één zus: Elvira. Op haar babyzoontje, Bert moest ze ooit oppassen toen deze stierf aan wiegendood. Bij haar debuut is ze al jaren getrouwd met Guy De Herdt maar hun huwelijk bleef kinderloos. Toch blijkt hun huwelijk niet zo goed en als Mayra ontdekt lesbisch te zijn en een relatie start met Ann De Decker besluiten zij en Guy te scheiden. Ze adopteert ook Sandrine mee. Jaren later probeert ze terug zwanger te geraken en als ze na lange tijd zwanger geraakt van Kurt krijgt ze een miskraam en besluiten om hun kinderwens op te geven. 

### Verhaallijnen
Mayra werd taxichauffeur bij Taxi Ter Smissen nadat Mo Fawzi ontslag nam en vertrok naar Marokko. In haar vrije tijd ontwerpt Mayra juwelen.
Uitgerekend op haar eerste werkdag heeft ze al een auto-ongeluk nadat ze moest uitwijken voor dokter Ann De Decker, die op weg was naar een spoedgeval. Ann legt verantwoording af bij Mayra's baas Leo Vertongen waardoor het ontslag van Mayra verijdeld wordt.
Ann en Mayra spreken nog enkele keren af en ze worden verliefd op elkaar. Mayra is getrouwd met Guy De Herdt, maar hun relatie is niet stabiel. Ze tracht haar huwelijk te redden via een therapeut, wat mislukt. Naast het feit dat Mayra ontdekt dat ze een lesbienne is, is er nog een andere hoofdoorzaak: Guy had graag kinderen gehad, maar Mayra zag dat niet zitten. Ook is Mayra nogal afstandelijk ten opzichte van Sandrine en wil ze liever niet babysitten. Op een dag dient Mayra dit toch te doen en net dan krijgt Sandrine een neusbloeding. Dan blijkt dat Mayra ooit een trauma heeft opgelopen: ze moest ooit eens oppassen voor een baby van haar zus Elvira, Brechtje genaamd, die toen stierf aan wiegendood.
Ann en Mayra willen apart gaan wonen, maar Marianne verhindert dat. Uiteindelijk wordt de bovenverdieping van de dokterspraktijk heringericht en wordt een leegstaande kamer het juwelenatelier van Mayra's parttime job.
Alles gaat goed tot wanneer haar vader David opduikt. Hij wordt verliefd op Marianne en start met haar een geheime relatie. Mayra verneemt dit en verzwijgt dit voor Ann, niet wetende dat Ann net hetzelfde doet. Dit leidt bijna tot een breuk.
Guy kan de echtscheiding niet verwerken en tracht er alles aan te doen om Mayra terug te winnen, wat hem niet lukt. Hij wordt radeloos en verwijt Mayra, die ondertussen het baby-trauma heeft verwerkt, dat zij nu het kind Sandrine De Decker) opvoedt dat zij eigenlijk met hem moest hebben. Uiteindelijk gijzelt Guy Mayra en enkele anderen in het huis van Marianne, maar wordt overmeesterd door agent Tim Cremers en weggevoerd door de politie.
Omwille van een medische fout wordt Ann door de orde van geneesheren voor drie maanden geschorst. Ze geraakt in een diepe depressie en niets interesseert haar nog. Wanneer Mayra haar hand doorboort met een vijl, is er volgens Ann niet veel aan de hand. Wanneer Geert de wonde ziet, wordt deze onmiddellijk gehecht. Door dit ongeluk is Mayra haar hand tijdelijk gevoelloos en mag ze geen taxi rijden, maar kan ze evenmin juwelen ontwerpen. Ze wil daarom meer tijd met Ann doorbrengen, maar zij heeft geen interesse. Dit leidt ertoe dat Mayra de relatie stopzet en verhuist naar Zus & Zo. Dankzij de antidepressiva wordt Ann stilaan beter. Uiteindelijk zet ze terug de stap richting Mayra en hun relatie komt terug goed. Ann doet Mayra een huwelijksvoorstel, maar Mayra ziet dit niet zitten. Wel wil ze medevoogd worden van Sandrine, wat ook gebeurt.
Mayra is de bemoeienissen van Marianne beu en wil verhuizen. Marianne wil hier niet van weten: zij heeft trouwens de bovenverdieping en het juwelenatelier betaald. Mayra overtuigt daarom Ann om haar moeder te doen laten verhuizen. Enkele jaren eerder schonk Marianne haar huis aan Ann en er werd toen geen clausule over vruchtgebruik opgenomen. Het komt tot een rechtszaak die Ann wint. 
Mayra krijgt uiteindelijk toch moedergevoelens en wil zo snel mogelijk een kind nu het nog kan. Eerst vroegen ze aan Tom, Anns broer, of hij de donor van hun kind wou zijn maar Tom weigerde dit. Uiteindelijk vinden ze Kurt Van Damme een perfecte donor. Hij gaat akkoord op voorwaarde dat nooit iemand mag weten dat hij betrokken partij is. Nog voordat de procedure wordt opgestart, lekt het nieuws uit waardoor Kurt niet meer wil. Ann legt zich bij de situatie neer. Mayra geeft het niet op. Zonder dat Ann het weet, voert ze Kurt Van Damme dronken en hebben ze seks. Mayra is echter niet zwanger en zoekt andere mannen op. Ze spreekt in het geheim af tijdens haar vruchtbare periodes. De laatste keer dat ze afspreekt met iemand duikt Kurt Van Damme op. Kurt was zat en hij verkracht Mayra. Waldek had dit gezien en duwt Kurt weg waardoor hij in het kanaal valt en verdrinkt.Daarna blijkt Mayra zwanger van Kurt. Judith komt dit te weten en is razend, ze wil niets meer te maken hebben met Mayra en Ann.
Marianne spant een tweede proces aan tegen Ann en Mayra en door verklaringen van Nancy en Tom wint ze de zaak en slaagt ze erin haar huis in volledig eigendom terug te krijgen, Mayra en Ann besluiten hierop te emigreren naar Kaapverdië.
Tijdens een ruzie vlak voor hun vertrek naar Kaapverdië met Marianne vallen zowel Mayra als Marianne van de trap. Marianne raakt verlamd maar Mayra heeft geen al te zware verwondingen.Het kindje stelt het goed. Enkele weken later krijgt ze echter toch een miskraam. 
Mayra en Ann besluiten door deze gebeurtenissen op toch niet te verhuizen’
De relatie met Ann en Mayra komt in rustig vaarwater terecht en de twee gaan samenwonen in de loft van Peter en Femke. Niet veel later staat het koppel zelfs op trouwen. De komst van babysitter Jessica gooit echter al snel roet in het eten. Nadat ze eerst Ann probeert te verleiden, maar het is Mayra die verkeerdelijk gevoelens krijgt voor de veel jongere Jessica. Mayra lokt Jessica op een avond naar hun loft en probeert haar te verleiden, maar Jessica gaat niet in op haar avances. Mayra is daar niet van gediend en beweert later tegenover Ann dat Jessica haar verkracht heeft. Ze slaagt in haar plannetje en Ann gelooft haar. Wat later komt de aap toch uit de mouw en komt het tot een definitieve breuk tussen Mayra en Ann. Mayra legt zich daar niet bij neer, maar moet later toch aanvaarden dat hun relatie voorbij is.
Een bittere vechtscheiding om Sandrine is het gevolg en Mayra heeft eerst het plan om met haar te vluchten naar Kaapverdië. Dankzij haar vader, die even het contact verbreekt als hij erachter komt dat Mayra Sandrine ontvoerd heeft. Ze keert terug naar België. Haar moedergevoelens is ze nog niet kwijt en op een avond voert ze Waldek dronken en kan ze hem verleiden tot een potje seks, waarna ze zwanger blijkt. Wanneer ze door Ann uit de loft gezet wordt, trekt ze bij Waldek in, die dolgelukkig is dat hij vader wordt.
Waldek verdwijnt al snel van het toneel wanneer hij ontvoerd wordt door Julia. Die laatste wil wraak op Waldek nemen omdat hij een affaire was begonnen met Simonne Backx. Julia heeft het plan om ook wraak te nemen op alles wat Waldek lief heeft, ook het ongeboren kind dat Waldek verwacht met Mayra. Julia verstuurt een doosje pralines naar Mayra, in naam van haar vader. De pralines blijken echter vergiftigd. Sandrine verliest het bewustzijn en moet met spoed naar het ziekenhuis. Mayra verneemt dat haar baby mogelijk in gevaar is en haar wereld stort in. Uiteindelijk zijn Sandrine en Mayra allebei gezond, zonder blijvende schade aan de vergiftiging, maar over de gezondheid van de baby kan nog niets gezegd worden tot ze geboren is. Tijdens de rest van de zwangerschap maakt Mayra zich veel zorgen, maar Waldek gelooft dat hun baby gezond is en stelt haar gerust. 
Tijdens de geboorte van de baby treden er complicaties op, waardoor Mayra een spoedkeizersnede moet ondergaan. In de kamer naast Mayra is een andere vrouw op hetzelfde moment aan het bevallen, ook van een dochter. Als Mayra dit verneemt, verwisselt ze haar dochtertje Zoë met het andere meisje in de kamer naast haar omdat ze zich zorgen maakt dat er toch iets scheelt met haar dochter. Hier krijgt ze snel spijt van, maar het is te laat om de meisjes terug te verwisselen. Eenmaal thuis, weent Zoë heel vaak en heeft Mayra er moeite mee om een band te scheppen met haar omdat zij de enige is die weet dat Zoë eigenlijk haar dochter niet is. Wanneer later haar echte dochter blijkt overleden te zijn stort haar wereld opnieuw in.
Wanneer Zoë al enkele dagen koorts maakt, wordt het meisje in het ziekenhuis opgenomen. Wanneer Waldek Mayra vertelt dat de dokters een bloedonderzoek gaan doen bij kleine Zoë, ontstaat er lichte paniek bij Mayra. Wanneer Waldek even weg is, vertelt de dokter dat Zoë een andere bloedgroep heeft dan bij haar geboorte werd vastgesteld, bloedgroep O positief. Later ontdekt Waldek het kaartje met daarop de bloedgroep van Zoë, waaruit hij later dankzij Judith kan opmaken dat hij met bloedgroep AB onmogelijk de vader kan zijn. Mayra liegt Waldek voor dat hij niet de vader is van Zoë. Voor Waldek is de maat vol en hij wil dat Mayra zijn huis verlaat nadat hij Zoë van de crèche is gaan halen. Zoë is echter niet in de crèche, maar werd door Mayra bij Femke achtergelaten. Wanneer Femke Zoë onwetend terugbrengt, slaat Mayra op de vlucht. Waldek, die ondertussen razend is wanneer hij erachter komt dat Zoë niet in de crèche is, stormt naar huis, maar ramt een tegenligger van de baan. Het is Mayra, die door het gehuil van Zoë van haar baanvak afgeweken is. Waldek probeert Zoë en een geknelde Mayra uit het wrak te redden. Mayra biecht de babywissel op aan Waldek wanneer de auto plots vuur vat. Waldek, in shock, kan Mayra en Zoë bevrijden voordat de auto ontploft.
Waldek wil Mayra niet meer zien. Zonder dat ze het weet, brengt Waldek haar vader op de hoogte van wat er is gebeurd en waarom zij met hem naar Kaapverdië moet verhuizen: Waldek wil laten uitschijnen dat de verwisseling van de baby's per toeval door het personeel van het moederhuis werd gedaan. Mayra vertrok  naar Kaapverdië met haar vader en zegt vaarwel tegen haar leven in België. Een paar maanden later keert Mayra terug omwille wat er gebeurd is met haar adoptiedochter Sandrine. Na de dood van Sandrine keert Mayra definitief terug naar Kaapverdië.